# Abdul-Hafeedh Arbeesh
Abdul-Hafeedh Arbeesh (ur. 23 lipca 1963 w Trypolisie) – libijski piłkarz, grający na pozycji obrońcy, trener piłkarski.

## Kariera piłkarska

### Kariera klubowa
W latach 1981–1993 występował w Al-Madina S.C. z Trypolisu.

### Kariera reprezentacyjna
Bronił barw narodowej reprezentacji Libii.

## Kariera trenerska
W 1998 rozpoczął karierę szkoleniową. Trenował kluby Al-Madina S.C., Wefaq Sabratha, Al-Shat S.C., Al Urouba (Ajelat), Khaleej Sirte S.C., Al-Hilal SC (Benghazi) i Darnes S.C.
W latach 2008–2009 prowadził juniorską reprezentację Libii. Dwukrotnie pomagał trenować, a od marca 2012 do września 2013 kierował narodową reprezentację Libii.